# Фастов (Белгородская область)
Фа́стов — хутор в Яковлевском районе Белгородской области России. Входит в состав Мощенского сельского поселения.

## География
Хутор находится на правом берегу реки Локня, на расстоянии 26 км к юго-западу от города Строитель, административного центра района.

### Часовой пояс
Село Хутор, как и вся Белгородская область, находится в часовой зоне МСК+1. Смещение применяемого времени относительно UTC составляет +4:00.

## Население
| 2002 | 2010 |
| ---- | ---- |
| 6    | ↘1   |

## Улицы
На хуторе имеется одна улица: Луговая.